# Willem Hilbrand van Dobben

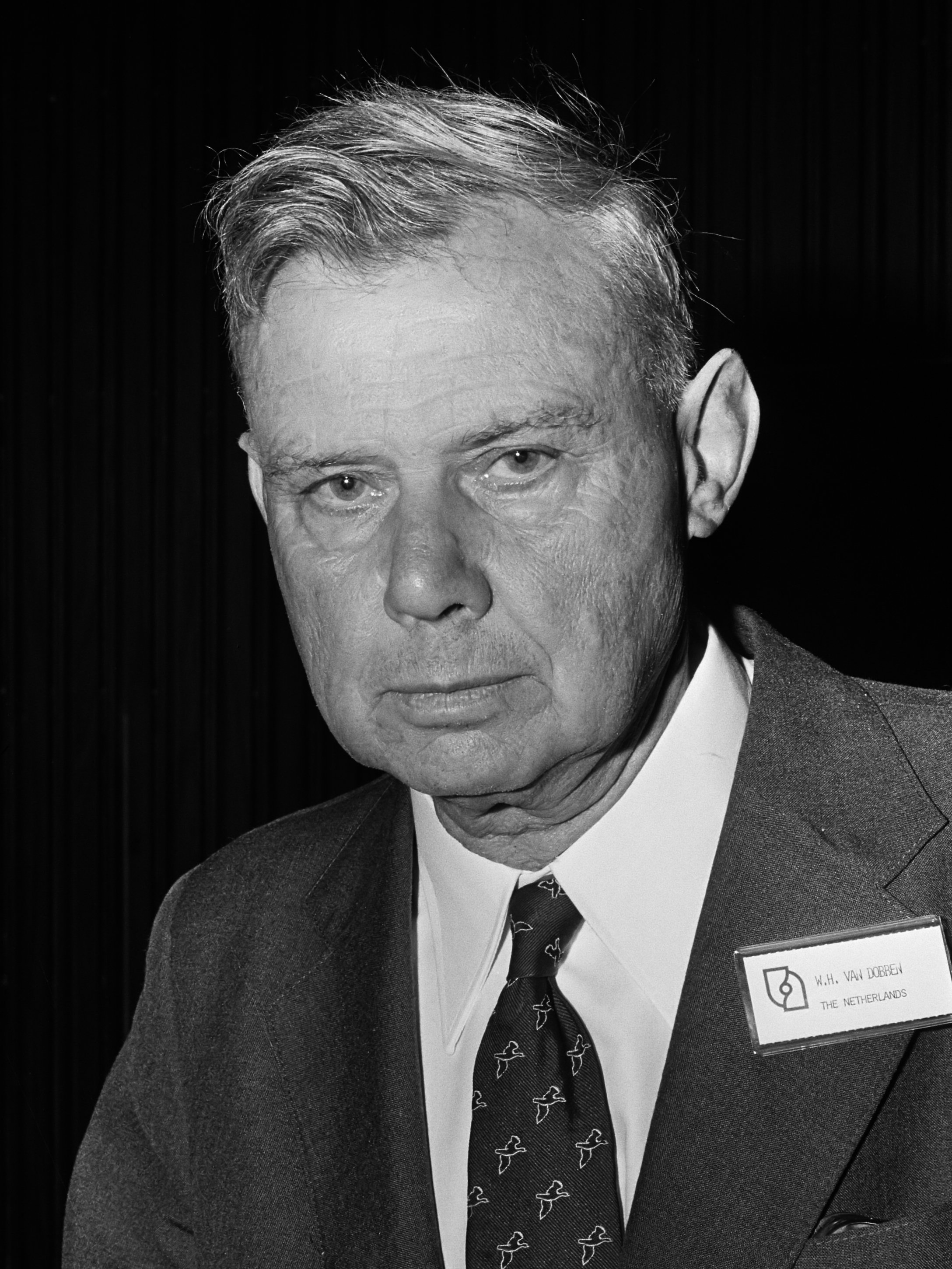
Willem Hilbrand van Dobben (1974)

Willem (Wim) Hilbrand van Dobben (Weidum, 22 september 1907 – Wageningen, 19 mei 1999) was een Nederlands ornitholoog, botanicus en landbouwkundige.

## Jeugd en studie
Wim van Dobben werd geboren als zoon van Johannes Frederik van Dobben, Nederlands-hervormd predikant, en Annechien Folmer. Het gezin verhuisde naar Pietersbierum toen Wim nog heel jong was. Zijn liefde voor planten en dieren erfde hij van zijn vader, die een verwoed tuinier was. Op z'n elfde verjaardag kreeg hij Het Vogeljaar van Jac. P. Thijsse. Hij volgde van 1921 tot 1925 de HBS in Harlingen. Van 1925 tot 1929 studeerde hij biologie aan de Rijksuniversiteit Utrecht. Hij gaf in die tijd ook biologieles op de Werkplaats van Kees Boeke te Bilthoven. Na zijn studie werkte hij op het Zoölogisch Station te Den Helder (de voorloper van het NIOZ) aan zijn promotie. Hij promoveerde op 25 november 1935 bij prof. H.F. Nierstrasz op een proefschrift over kaakbewegingen bij vissen, Über den Kiefermechanismus der Knochenfische".
Hij huwde in 1942 te Groningen met Marianne Madzy Margaretha Broekema (1910-2003), bioloog, dochter van Cornelis Broekema (1883-1940), hoogleraar Veredeling van landbouwgewassen en Rector magnificus te Wageningen.

## Vogeltrek
De Nederlandse Jeugdbond voor Natuurstudie (NJN) organiseerde in de jaren twintig van de twintigste eeuw landelijk waarnemingen van de vogeltrek. Van Dobben raakte daar via zijn studiegenoot Makkink bij betrokken. Zo deed hij in oktober 1929 een week lang waarnemingen op Schokland, dat toen nog een eiland in de Zuiderzee was, en zat hij in het najaar van 1930 vijf weken op Vlieland. Hij zag daar voor het eerst de voor het Nederlandse Waddengebied kenmerkende breed-fronttrek van spreeuwen Sturnus vulgaris.

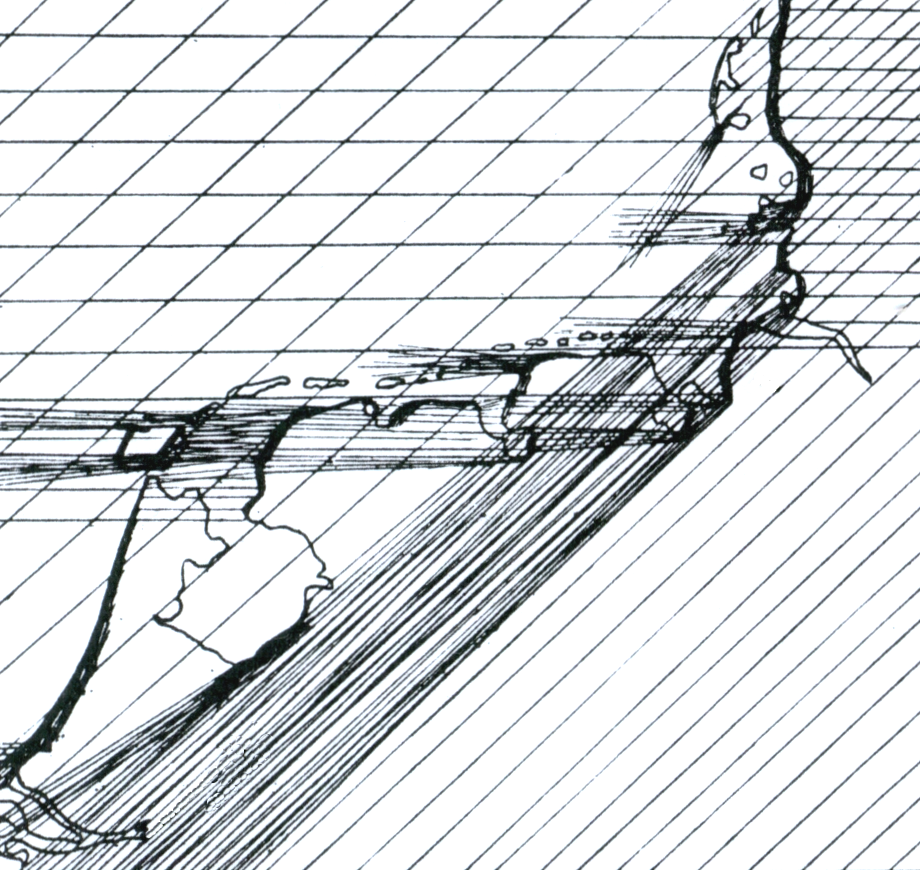
Trekwegen over Nederland

In 1930 werd het initiatief genomen tot oprichting van de "Stichting Vogeltrekstation Texel". Het was de uitdrukkelijke ambitie van de stichting om in geheel Nederland onderzoek naar de vogeltrek te doen, en niet alleen op Texel, zoals de naam wellicht zou kunnen doen vermoeden. In 1959 werd de toevoeging 'Texel' uit de naam geschrapt. In het najaar van 1931 ging Van Dobben, samen met andere jonge vogelkenners aan de slag op Texel, bij de vuurtoren Eierland. Het doel was om een onafgebroken reeks waarnemingen te krijgen. In de eerste jaren trad Makkink formeel op als leider van het station, van 1934 tot 1940 was dat de taak van Van Dobben. De waarnemingen beperkten zich al snel niet meer alleen tot Texel. De activiteiten strekten zich uit tot de Noord-Franse Kanaalkust, vooral tot Cap Gris-Nez. Vrijwel alle jonge veldwaarnemers namen in de eerste jaren van het Vogeltrekstation deel aan de trekwaarnemingen, waaronder J.J. ter Pelkwijk, J.P. Strijbos, L. Tinbergen en K.H. Voous.
Van 1933 tot 1937 organiseerde Van Dobben een waarnemingsnet van bijna 100 personen. Daartoe werd onder andere opgeroepen via een artikel in De Levende Natuur. De waarnemers die zich hadden aangemeld kregen via de radio te horen op welke data 's morgens van 07:00 – 08:00 uur trekwaarnemingen verricht moesten worden aan bonte kraaien, roeken, kauwen, spreeuwen, vinken, veldleeuweriken en andere eenvoudig herkenbare soorten.
Van Dobben wist het waarnemen van vogeltrek in Nederland zo te organiseren, dat er een eerste vorm van een landelijk dekkend netwerk van trekwaarnemers ontstond. Hij publiceerde jaarlijks in Ardea – het tijdschrift van de Nederlandse Ornithologische Vereniging (tegenwoordig de Nederlandse Ornithologische Unie) – overzichten van trekwaarnemingen. Daarnaast verzorgde het “Vogeltrekstation Texel” nog andere publicaties, bijvoorbeeld in 1939 waarin getheoretiseerd werd naar aanleiding van de waarnemingen, en waarin een model van de trekwegen van vogels over Nederland in het najaar werd ontwikkeld. In dit model werd teruggegrepen op de theorie van H. Geyr von Schweppenburg. In het algemeen zal trek boven land plaatsvinden over een breed front in zuidwestelijke richting, maar als gevolg van natuurlijke barrières treedt stuwing op.

## Wat vliegt daar?
Behalve vernieuwend op het terrein van de vogeltrek was Van Dobben ook vernieuwend in zijn benadering van de herkenning van vogels in het veld. Bij het grote publiek is hij vooral bekend geworden door Wat vliegt daar? Dat was, zoals de ondertitel aangeeft, een “volledig zakboek der vogels van Midden-Europa”. Het werd voor het eerst uitgegeven in 1937 door uitgeverij Thieme & Cie te Zutphen. Het was een Nederlandse bewerking van het Duitse Was fliegt denn da? door H. Frieling. Van de eerste druk kocht Van Dobben een fiets en een radio. Het beleefde vele herdrukken. De 14e druk is van 1971, maar nog in 1980 verscheen daar een nieuwe oplage van (de vijfde). Een 15e druk verscheen in 1988. De 16e druk verscheen in 1990. In 2006  verscheen bij uitg. Fontaine te 's-Graveland een geheel nieuwe versie van de hand van Peter H. Barthel, getiteld 'Wat vliegt daar? Een moderne klassieker'.
Wat vliegt daar? was voor veel vogelaars een belangrijk hulpmiddel bij het zetten van de eerste schreden op het pad der ornithologie. Blijkens de inleiding is Van Dobben zich van deze functie bewust. Hij stelt: “Over het algemeen kunnen we bij vogelliefhebbers twee stadia onderscheiden: de jacht op soorten en verder het binnendringen in het intieme leven der vogels. Het eerste stadium wordt gekenschetst door een 'Die vogel heb ik al gezien', het tweede door 'Van die vogel weet ik iets'.” (13e dr., pag. 7). Vervolgens schrijft Van Dobben terloops dat zijn boekje voor dit eerste stadium bedoeld is, om daarna de problemen van het waarnemen van vogels te beschrijven, en de uitdaging, die daarin gelegen is, de 'sport'. Nadat een beoefenaar van het eerste stadium “alle gewone soorten kent, begint een geanimeerd gedraaf achter zeldzaamheden en als alles nu normaal verloopt, maakt dit gaandeweg plaats voor een rustig terugkeren naar de 'gewone' soorten, om die te leren kennen in een diepere zin van het woord” (id.).

In een “systematische lijst van geslachten” worden aan de hand van zeer eenvoudige silhouetten 46 typen onderscheiden. Bij ieder van die typen vinden we een verwijzing naar één of meer pagina's waarop de in Nederland voorkomende soorten in een tabel worden opgesomd, terwijl rechts de overbekende piepkleine afbeeldingen (16 soorten per pagina) van die soorten staan. Dan is er per set van 16 ook nog een pagina met een iets uitgebreidere beschrijvingen van de soorten. Op deze manier kon in een boekje van 128 pagina's (13e dr.) een compleet overzicht van de Nederlandse avifauna worden gegeven! De “moderne” gidsen, bijvoorbeeld die van Lars Svensson, hebben daarvoor 448 pagina's nodig.

## Aalscholvers
Van Dobben verrichtte in de jaren voor de Tweede Wereldoorlog onderzoek naar het voedsel van de aalscholver in een grote kolonie in Wanneperveen. Die kolonie vormde samen met die van Lekkerkerk het laatste bolwerk van de ondersoort sinensis in West-Europa. De kolonie was eigendom geworden van Natuurmonumenten. Vissers drongen aan op het beperken van het aantal aalscholvers, omdat die hun belangen zouden schaden. Natuurmonumenten wilde graag dat er eerst wetenschappelijk onderzoek gedaan werd naar het voedselgedrag van de aalscholver, voordat tot maatregelen werd besloten. Van Dobben kreeg de opdracht en verrichtte drie jaar veldwerk. Ten gevolge van de oorlog konden de resultaten pas in 1952 worden gepubliceerd.
Van Dobben kwam op een themadag van de Nederlandse Ornithologische Unie in 1989, gewijd aan de aalscholver, terug op zijn onderzoek uit de jaren veertig in de voordracht 'Vijftig jaar na Wanneperveen'.

## Botanicus en ecoloog

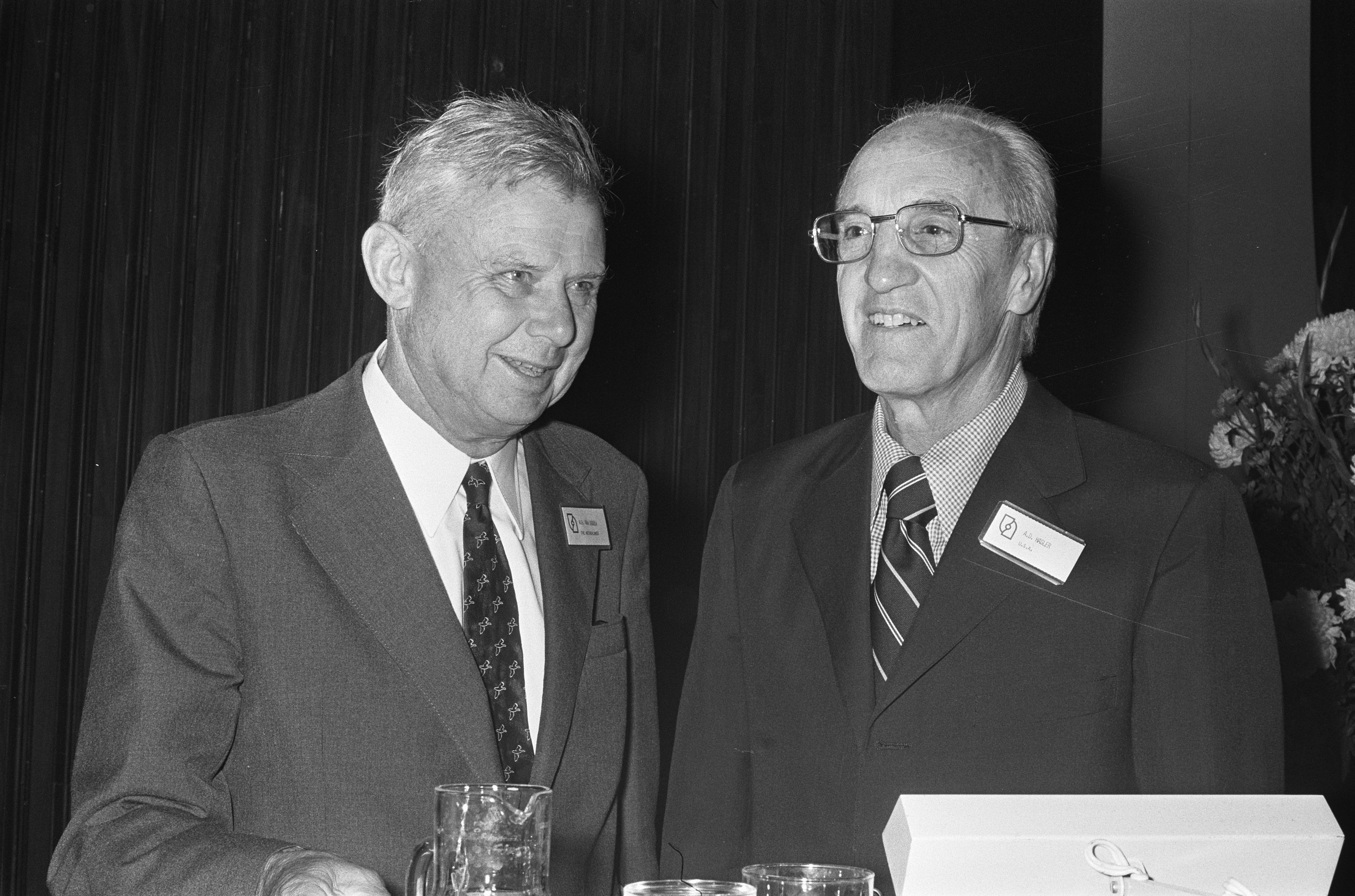
Van Dobben en Arthur D. Hasler
(1ste International Congress of Ecology 1974)

Na een korte periode in Groningen, waar hij de bewaarbaarheid en de bakkwaliteit van graan bestudeerde, werkte hij vanaf 1942 als onderzoeker op het Centraal Instituut voor landbouwkundig onderzoek (CILO). Vanaf 1956 werkte hij bij het Instituut voor Biologisch en Scheikundig Onderzoek voor Landbouwgewassen (IBS) in Wageningen. In de tijd vlak na de oorlog was zijn aandacht gericht op praktische onderwerpen zoals bakkwaliteit, zaaitijd, zaaihoeveelheid, bemesting, en schotgevoeligheid van granen. In de periode van 1942 tot 1956 verschenen van zijn hand ongeveer 100 publicaties en mededelingen.
Toen de wederopbouw met de nadruk op voedselzekerheid overging in een periode met veel aandacht voor fundamenteel onderzoek, richtte van Dobben zich op daglengte- en temperatuurgevoeligheid van granen.
Van 1967 tot 1972 was hij directeur van het Instituut voor Oecologisch Onderzoek (IOO), nu NIOO, dat eerst in Arnhem, en later in Heteren was gevestigd. In 1972 werd hij hoogleraar Botanische Oecologie aan de Landbouwhogeschool in Wageningen. Hij vervulde die functie tot hij op zeventigjarige leeftijd met pensioen ging.
In 1974 organiseerde Van Dobben het eerste Internationale Oecologische Congres in Den Haag, met het thema 'Unifying Concepts in Ecology' (begrippen die samenhang brengen in de ecologie).